# جورج واشنطن كلارك
جورج واشنطن كلارك (بالإنجليزية: George Washington Clark)‏ هو سياسي أمريكي، ولد في 26 ديسمبر 1834 في إنديانا في الولايات المتحدة، وتوفي في 22 مايو 1898 في واشنطن العاصمة في الولايات المتحدة.